# Scheulte
Pour la commune bernoise nommée La Scheulte, voir La Scheulte.
La Scheulte est une rivière des cantons de Berne et du Jura. Elle se jette dans la Birse et est donc un sous-affluent du Rhin.

## Géographie
La Scheulte traverse les villages de La Scheulte, Mervelier, Corban, Courchapoix, Vicques, Courcelon et Courroux.